# Marktoffingen
Marktoffingen est une commune de Bavière (Allemagne), située dans l'arrondissement de Danube-Ries, dans le district de Souabe.

## Galerie

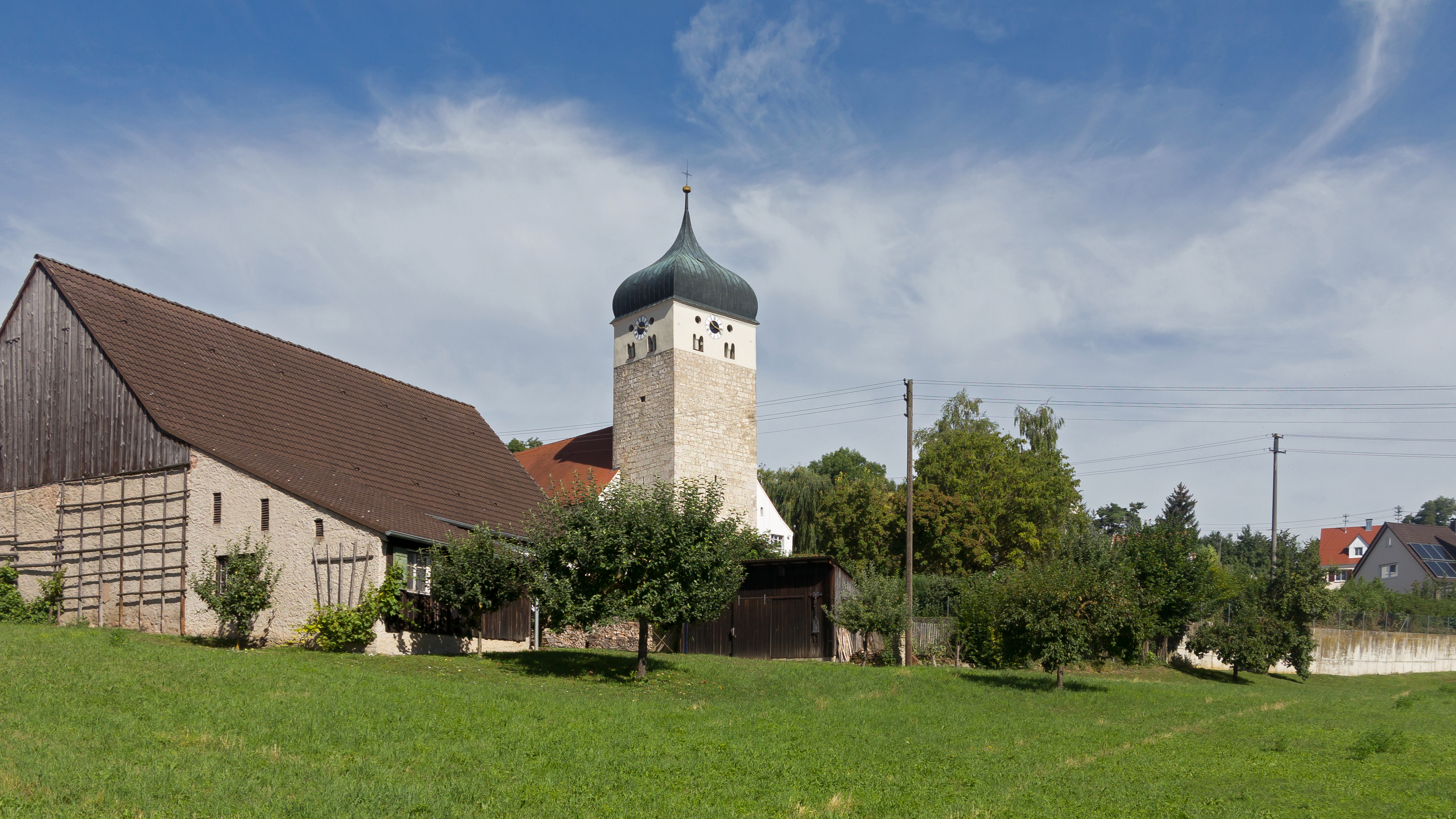
Marktoffingen, l'église: die katholische Pfarrkirche Mariä Himmelfahrt
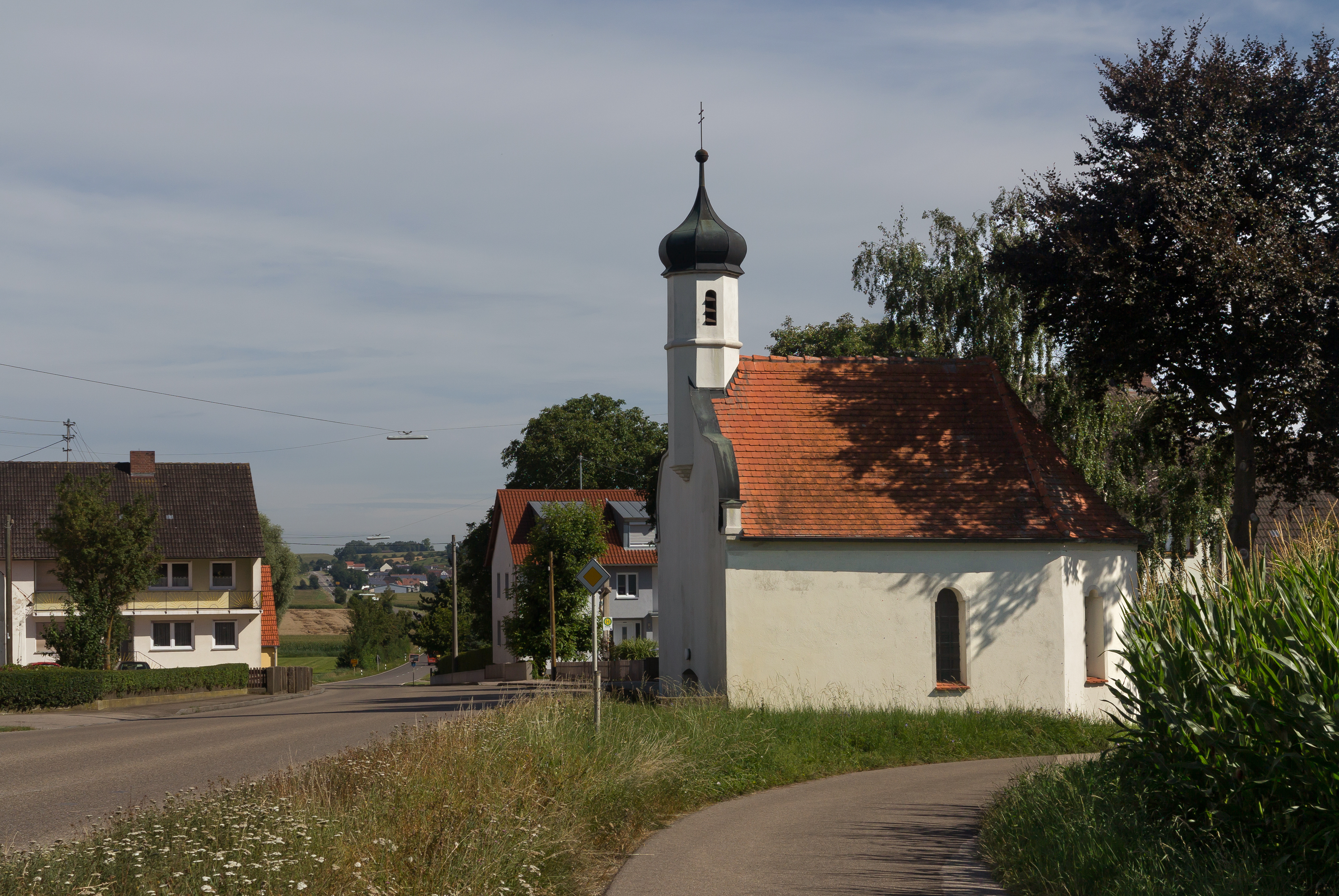
Wengenhausen, chapelle catholique: die Marienkapelle
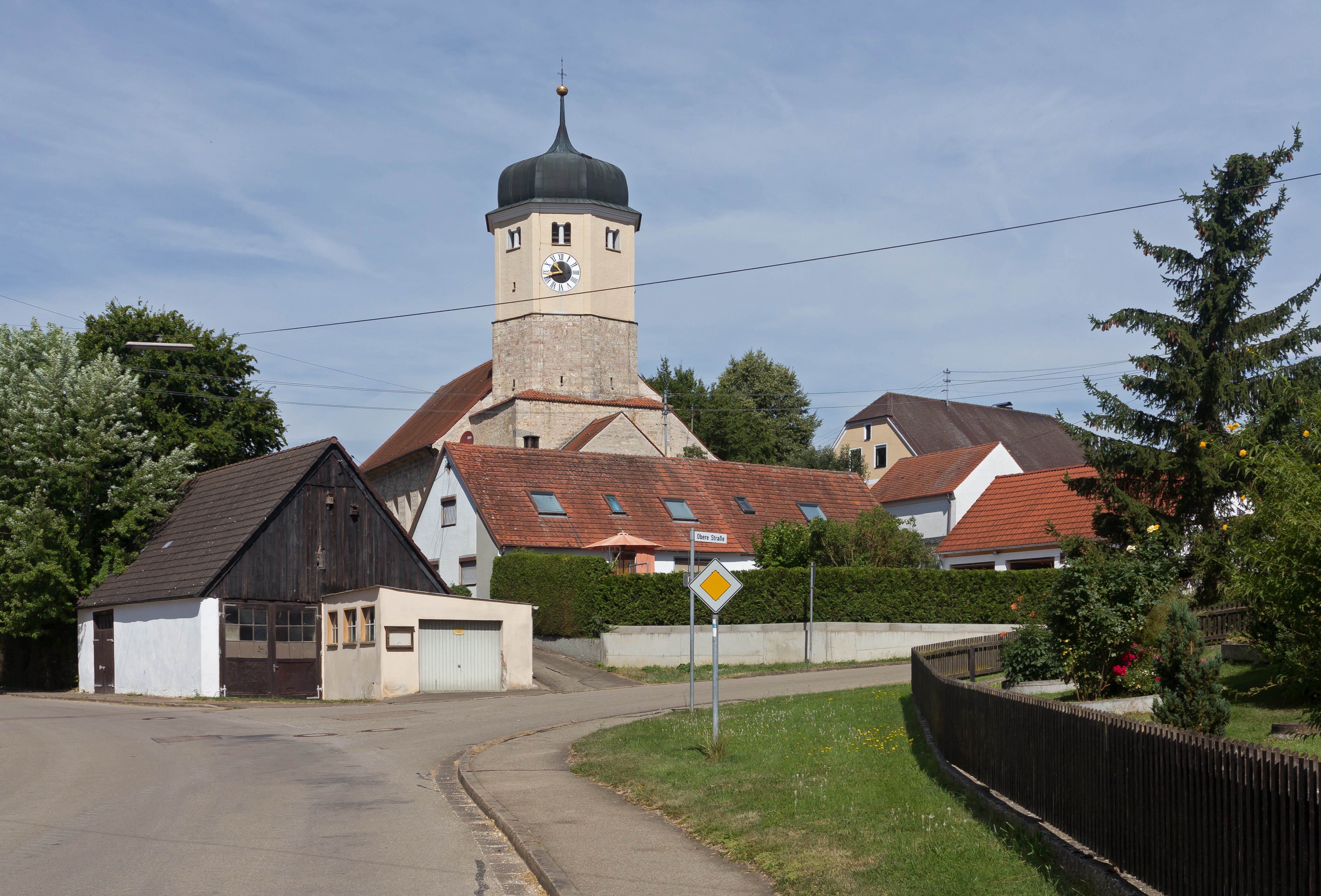
Minderoffingen, l'église: die katholische Pfarrkirche Sankt Laurentius